# Gibraltar-Pfund
Das Gibraltar-Pfund ist die gesetzliche Währung des britischen Überseegebiets Gibraltar, die von dessen Regierung in Verkehr gebracht wird. Der ISO-4217-Code ist GIP.

## Geschichte

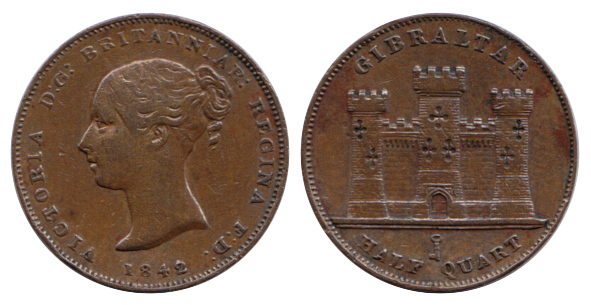
1/2 Quarto-Kupfermünze, 1842, Königin Victoria.

Seit 1927 zirkulieren in Gibraltar zusätzlich zum britischen Pfund Sterling eigene Banknoten und seit 1988 eigene Münzen.

## Stücklungen
Banknoten gibt es in den Stückelungen 5, 10, 20, 50 und 100 Pfund, Münzen zu 1, 2, 5, 10, 20 und 50 (New) Pence, sowie 1, 2 und 5 Pfund. Der feste Wechselkurs zwischen den beiden Währungen beträgt 1:1. Die Münzen zwischen 1 Penny und 2 Pfund haben dieselben Dimensionen und Gewichte wie die entsprechenden Münzen des Pfund Sterling und sind in geringen Mengen in Großbritannien in Zirkulation. Gibraltar-Pfund Banknoten hingegen werden in Großbritannien von Geschäften i. d. R. nicht als Zahlungsmittel akzeptiert; ein Umtausch bei Banken ist jedoch im Mutterland möglich.
Auf Grund der Bedeutung des (Tages-)Tourismus aus Spanien kann in Gibraltar praktisch überall auch mit dem Euro bezahlt werden.